# Cucurbita ficifolia
Cucurbita ficifolia o carabassera de cabell d'àngel és una espècie de carabassera del fruit de la qual s'extreu el cabell d'àngel utilitzat per a farcir les ensaïmades i altres productes de pastisseria. També són comestibles els fruits immadurs (a la manera dels carabassons, els brots tendres, les flors i les llavors d'aquesta carabassa.
El nom específic ficifolia fa referència que la forma de les fulles (amb 5 lòbuls) recorda les de la figuera.
L'origen d'aquesta planta és Amèrica del Sud segurament a Mèxic el nom Nàhuatl "chilacayohtli" s'utilitza fins a l'Argentina. o al Perú on hi ha les proves arqueològiques més antigues. En els Andes aquesta planta creix fins altituds de 3.000 m. Després de la conquesta d'Amèrica aquesta planta va ser conreada a Europa i l'Índia.

## Descripció
Com altres membres del gènere Cucurbita aquesta carbassera és una liana (perenne en climes tropicals i anual en els temperats)que s'entortolliga als arbres. La tija pot créixer de 5 a 15 m amb circells que l'ajuden a enganxar-se. Les plantes perennes poden ser semillenyoses però en les plantes comercials només ho és el fruit.

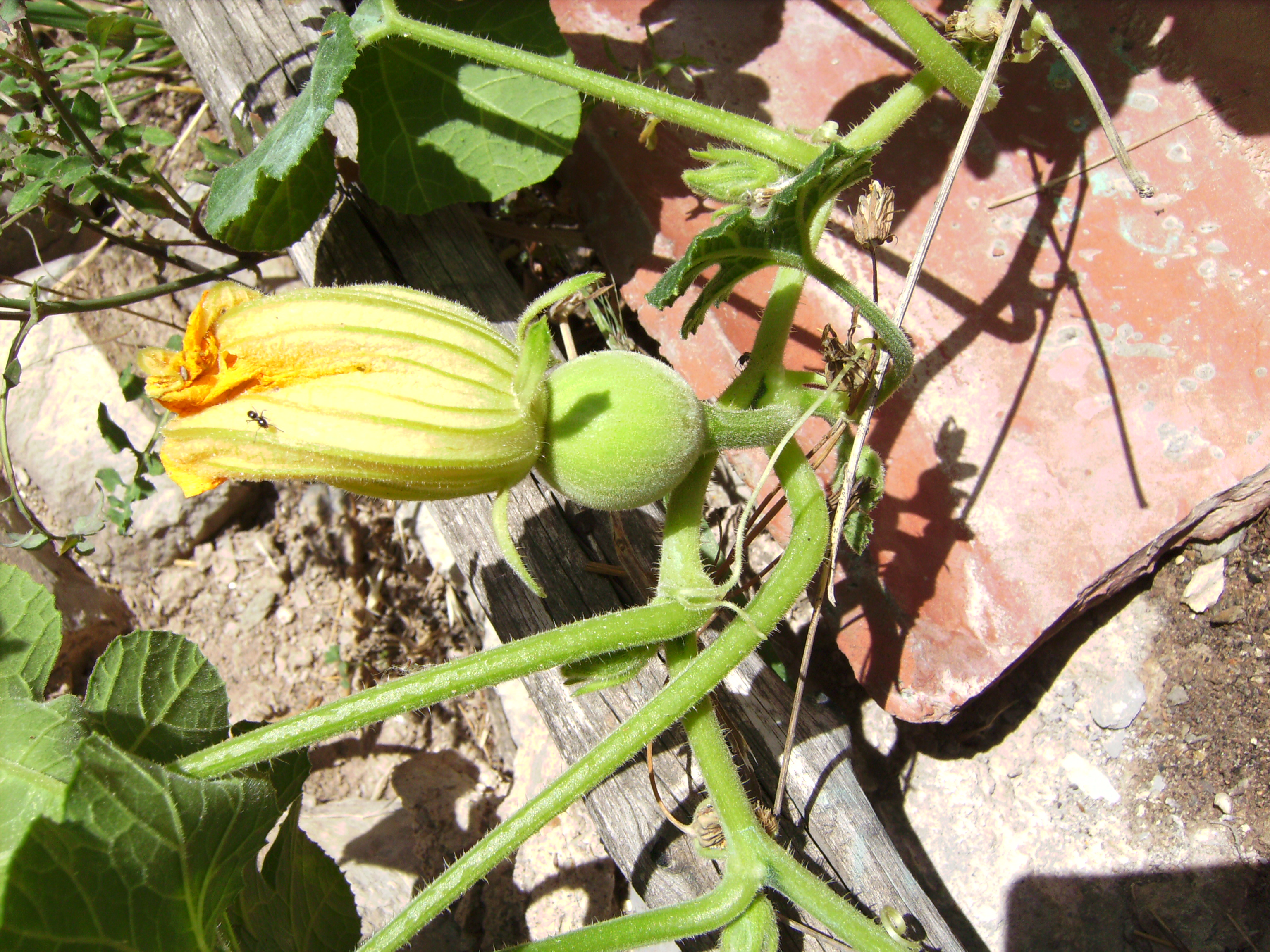
Flor femenina

Les flors són monoiques (amb flors femenines i masculines separades en la mateixa planta) i són pol·linitzades per insectes (especialment l'abella de la mel). El color de les flors és de groc a taronja, la flor femenina és d'ovari ínfer de la mida d'un cigró el qual creixerà fins a constituir la carbassa.
El fruit (la carbassa) és oblong amb un diàmetre d'uns 20 cm i un pes de fins a 6 kg. Cadascun dels fruits pot tenir unes 500 llavors blanques o negres, segons les varietats. L'escorça del fruit té un color variable de verd a crema. Una sola planta pot produir més de 50 fruits.

## Conreu
Actualment aquesta espècie és la menys conreada de les del gènere Cucurbita tot i ser-ne la que resisteix millor les baixes temperatures (però no les glaçades). Té una gran resistència als virus dels vegetals i unes arrels resistents. Es reprodueix només per llavor que se sembren una vegada ha passat els risc de gelades. En cas de fer-se un planter s'ha de trasplantar amb un pa de terra que respecti la total integritat de les arrels. Necessita regar-se sovint, les flors apareixen de juny a setembre les masculines abans que les femenines. Durant l'estiu necessita temperatures càlides, per sobre dels 20 °C. Els fruits conreats sota l'estiu temperat d'Anglaterra resulten astringents i allí només es planta com planta ornamental. Es fa servir aquesta espècie de carbassa per empeltar-hi la síndria i altres cucurbitàcies poc resistents a malalties del sòl.

## Usos
A més del cabell d'àngel i de consumir-se les flors i les llavors, se'n pot fer una beguda alcohòlica. Fruits, fulles i tiges poden usar-se com a farratge per als animals.

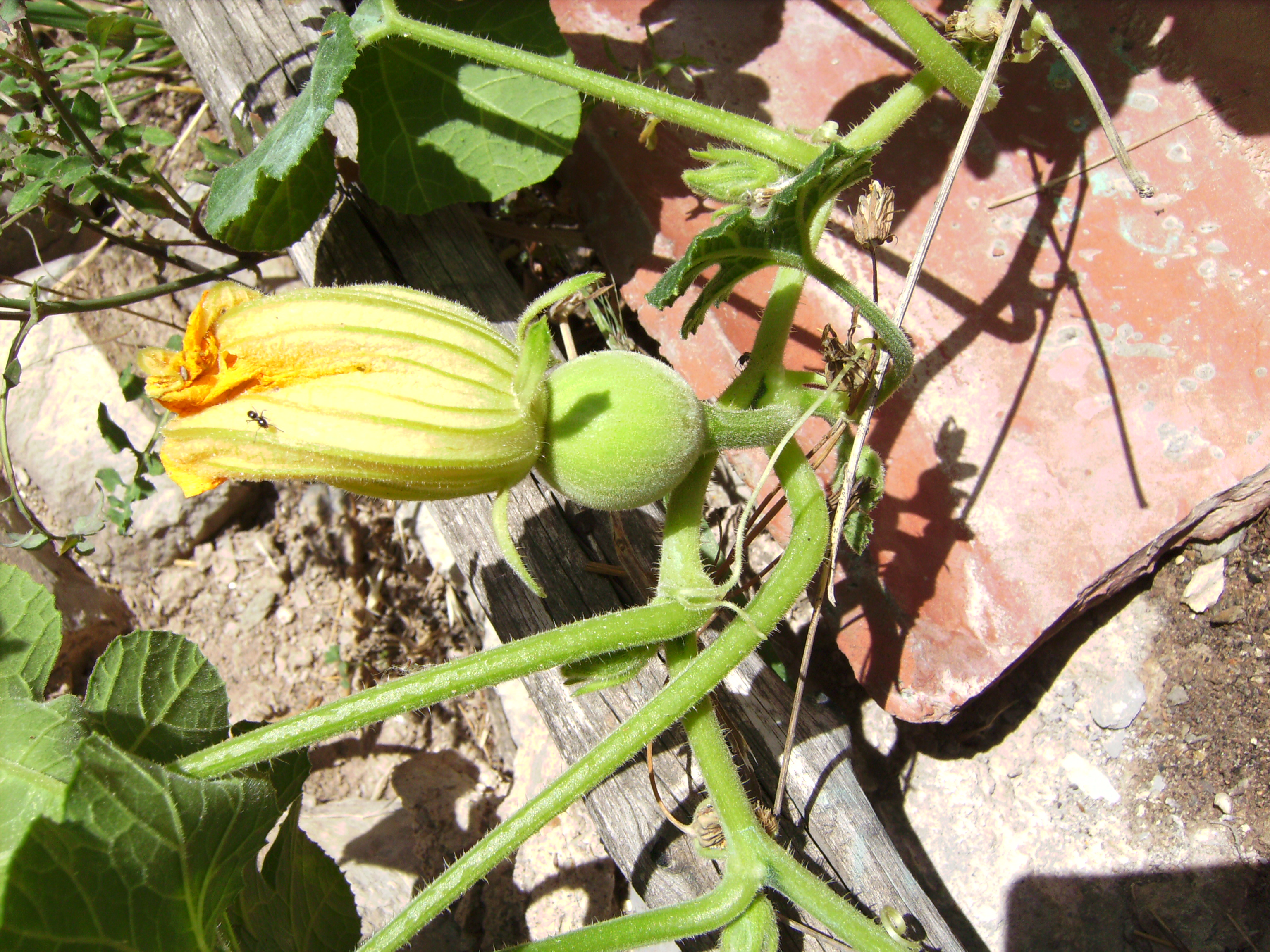
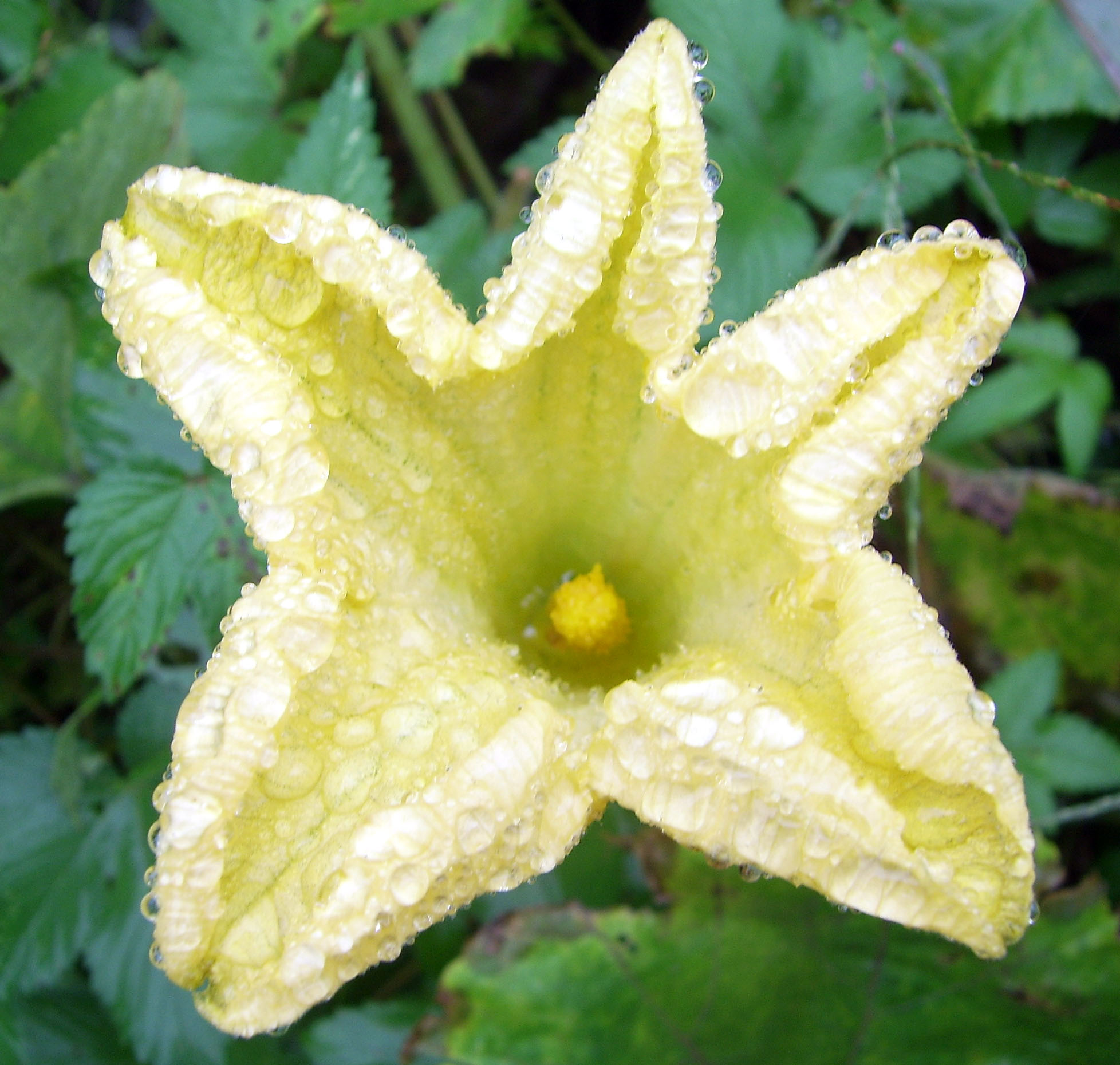
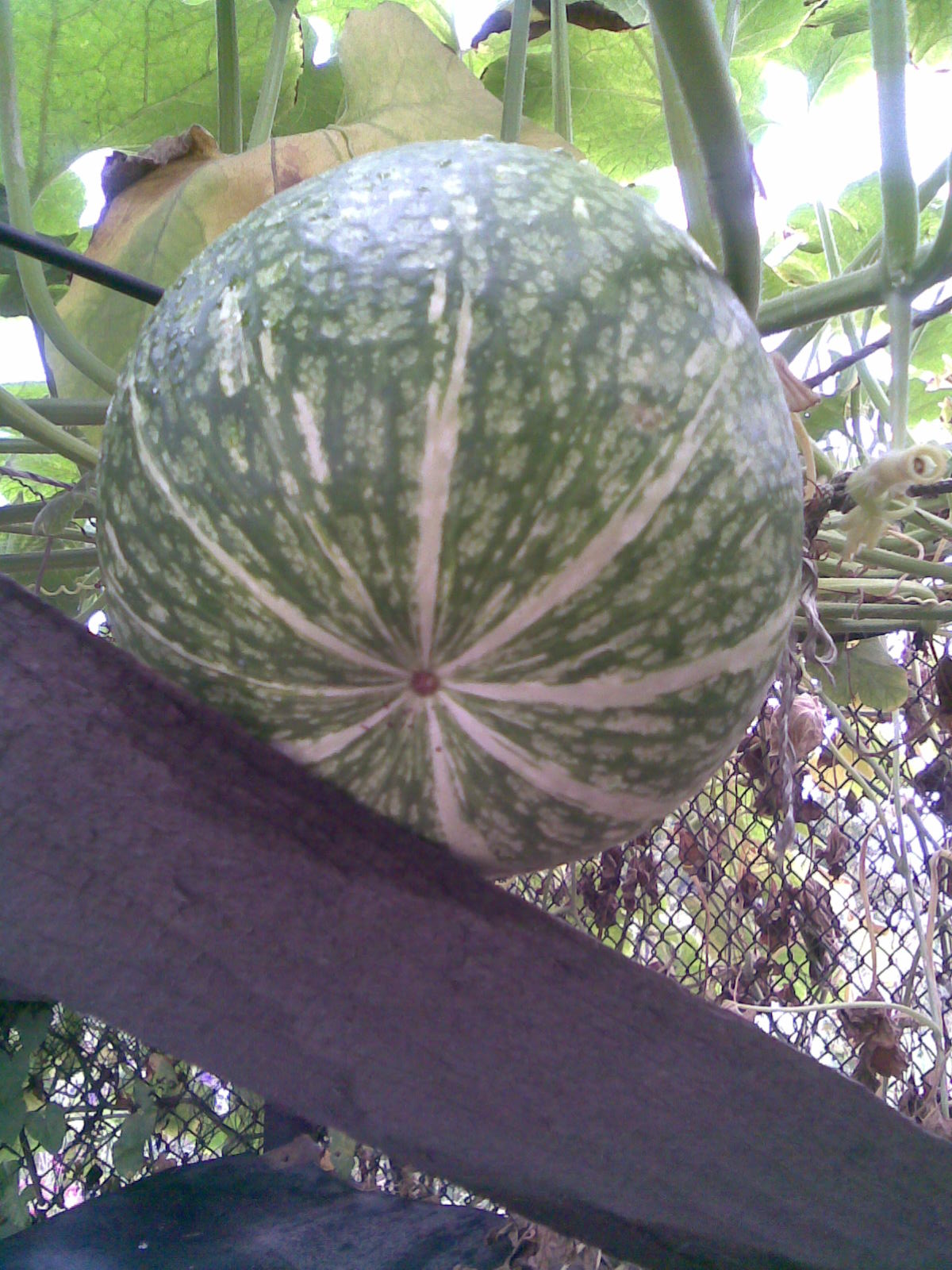
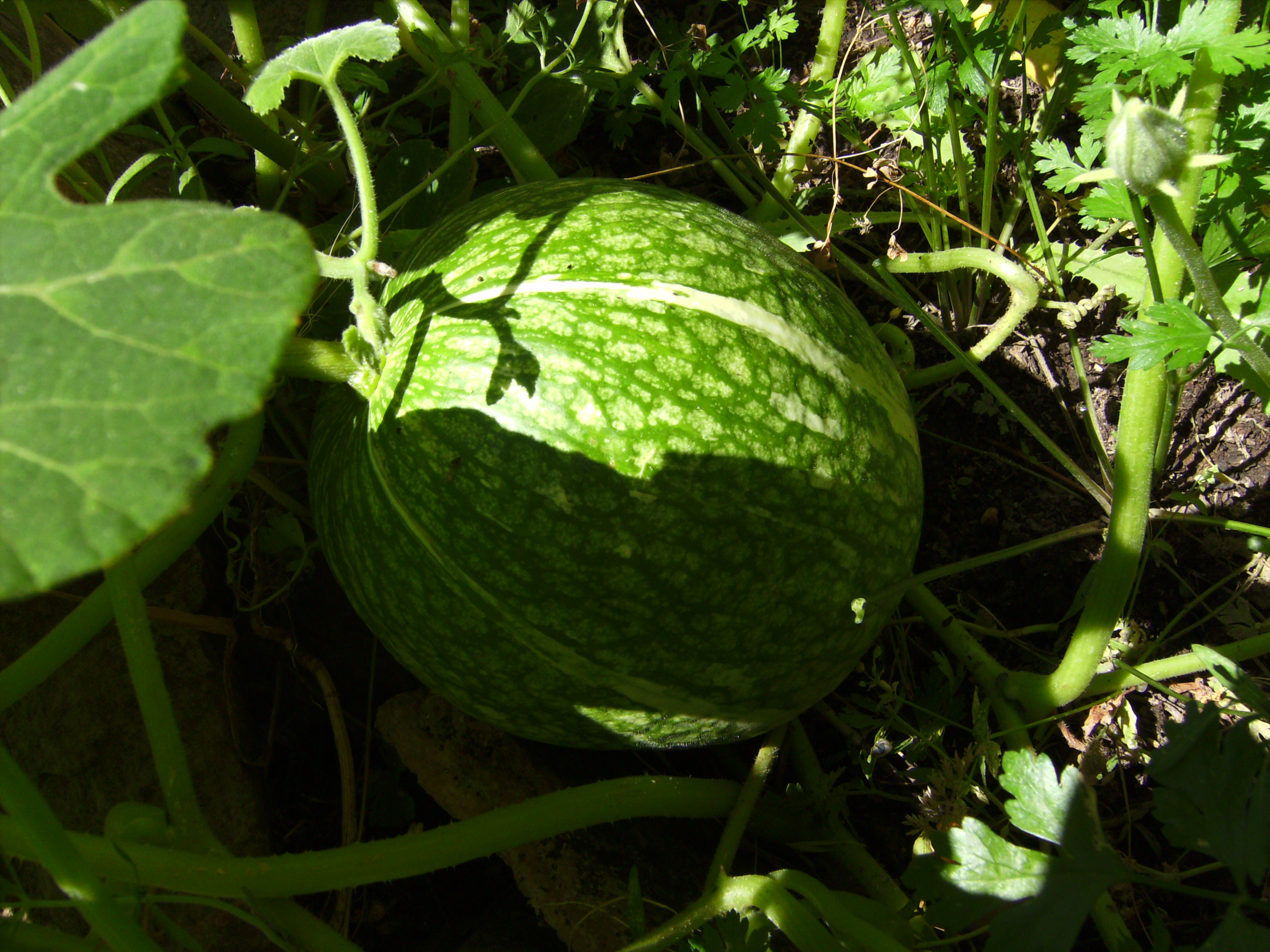